# Alfabeto bhattiprolu
El alfabeto bhattiprolu es una variante del brahmi. Se ha encontrado en inscripciones antiguas en Bhattiprolu, un pueblo en el distrito de Guntur (Andhra Pradesh) al sur de la India. Se encuentra en el delta del río Krishna y en la región del estuario donde el río se encuentra con la Bahía de Bengala.
Las inscripciones datan de entre los siglos III y I a. C., por lo que se encuentran entre los primeros alfabetos bráhmicos en la mitad sur de la India.
El alfabeto nhattiprolu se diferencia del  Brahmi Ashoka en dos aspectos importantes. Primero, las letras gh, j, m, l, s son "radicalmente diferentes": m está al revés en comparación con Brahmi, mientras que gh parece derivar de g más que de la het semita. En segundo lugar, se ha descartado la vocal inherente: una consonante sin diacríticos representa solo la consonante. Esto es exclusivo del Bhattiprolu y del Tamil Brahmi de entre todas las primeras escrituras indias.

## Descubrimiento

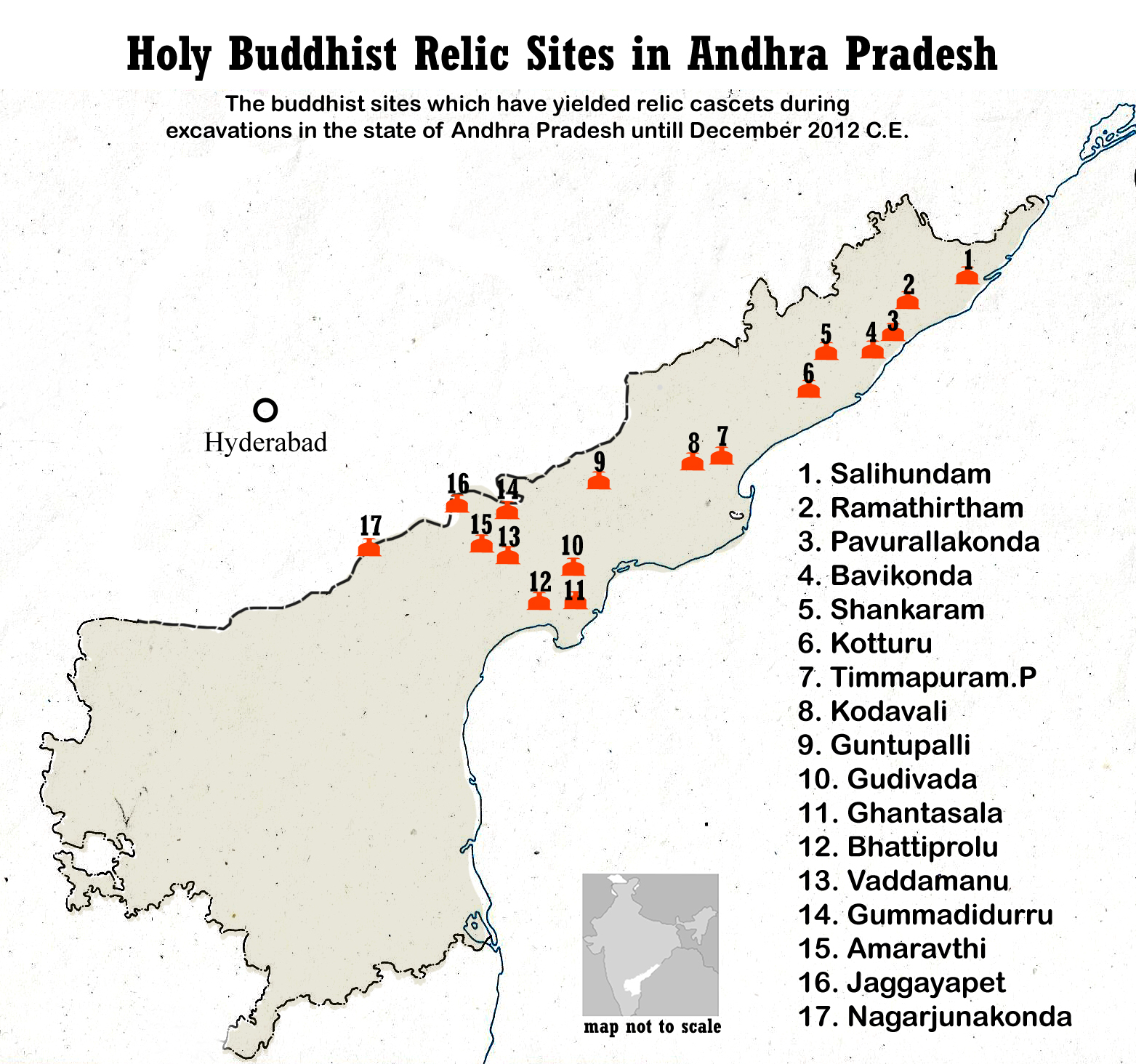
Bhattiprolu en un mapa de reliquias en Andra Pradesh

Las excavaciones comenzaron en el año 1870 por Boswell, Sir Walter Elliot, Robert Sewell, Alexander Rea y Buhler, y continuaron en 1969 por R. Subrahmanyam. Revelaron un complejo de estupas budistas en un área de 1500 metros cuadrados.
Alexander Rea descubrió en 1892 varios joyeros de piedra con inscripciones que contenían joyas y reliquias de Buda.
Destaca el relicarios cristal de sārira-dhātu del Buda del cuerpo central de las estupas. La gran estupa (Mahachaitya) era una sala con pilares, un gran grupo de estupas votivas con imágenes de Buda, un receptáculo de piedra que contenía vasijas de cobre, que a su vez, contenían dos más, un cofre de plata y dentro de él, un cofre de oro. Se encontró un joyero que contenía cuentas de hueso y cristal.

## El alfabeto

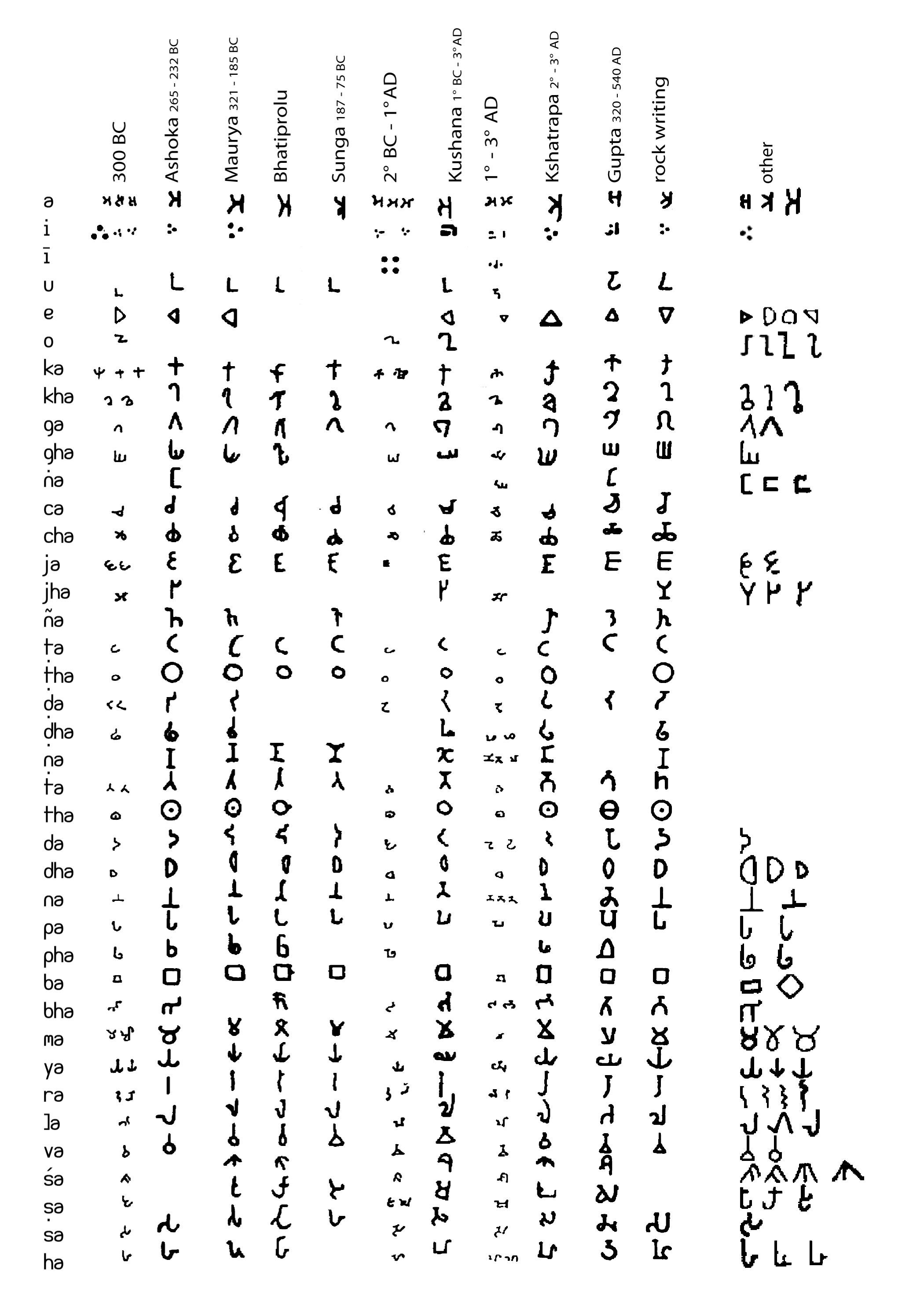
El alfabeto de Bhattiprolu comparado con otras escrituras brahmicas.

El alfabeto estaba escrito en la urna que contenía las reliquias de Buda. Los lingüistas creen que el brahmi usado en el Imperio Maurya evolucionó en el siglo III a. C. y viajó poco después a Bhattiprolu. Se identifican correspondencias en 23 caracteres de la escritura Bhattiprolu. Los símbolos de 'ga' y 'sa' son similares al brahmi de Maurya.
Hay un total de nueve inscripciones, se cree que todas fechadas en el siglo II a. C. o antes. Hay una décima inscripción escrita con signos más similares al Brahmi estándar. Están todas escritas en idioma prácrito.
Las inscripciones de Bhattiprolu también muestran similitud sistémica, pero no paleográfica, con el Tamil Brahmi. Según Richard Salmon, la escritura Bhattiprolu se inventó originalmente para escribir un idioma dravidiano, pero se volvió a aplicar para escribir el prácrito, lengua indo-aria. Por lo tanto, tanto el Bhattiprolu como el Tamil Brahmi comparten modificaciones comunes para representar las lenguas dravidianas.
La escritura bhattiprolu también se considera la piedra de Rosetta del desciframiento del Tamil Brahmi, ya que supuso un puente entre la conocida lengua prácrita y la antigua escritura tamil.

## Influencias
Los historiadores consideran que esta escritura dio lugar al alfabeto telugu.